# Обишовце
Обишовце (слч. Obišovce) насељено је мјесто са административним статусом сеоске општине (слч. obec) у округу Кошице-околина, у Кошичком крају, Словачка Република.

## Становништво
| Година:    | 1994. | 2004.   | 2014.    | 2024.   |
| ---------- | ----- | ------- | -------- | ------- |
| Број људи: | 384   | 385     | 445      | 482     |
| Разлика:   |       | +0,26 % | +15,58 % | +8,31 % |

| Година:    | 2023. | 2024.   |
| ---------- | ----- | ------- |
| Број људи: | 483   | 482     |
| Разлика:   |       | -0,20 % |

Према подацима о броју становника из 2011. године насеље је имало 418 становника.